# Encyclopædia Metropolitana

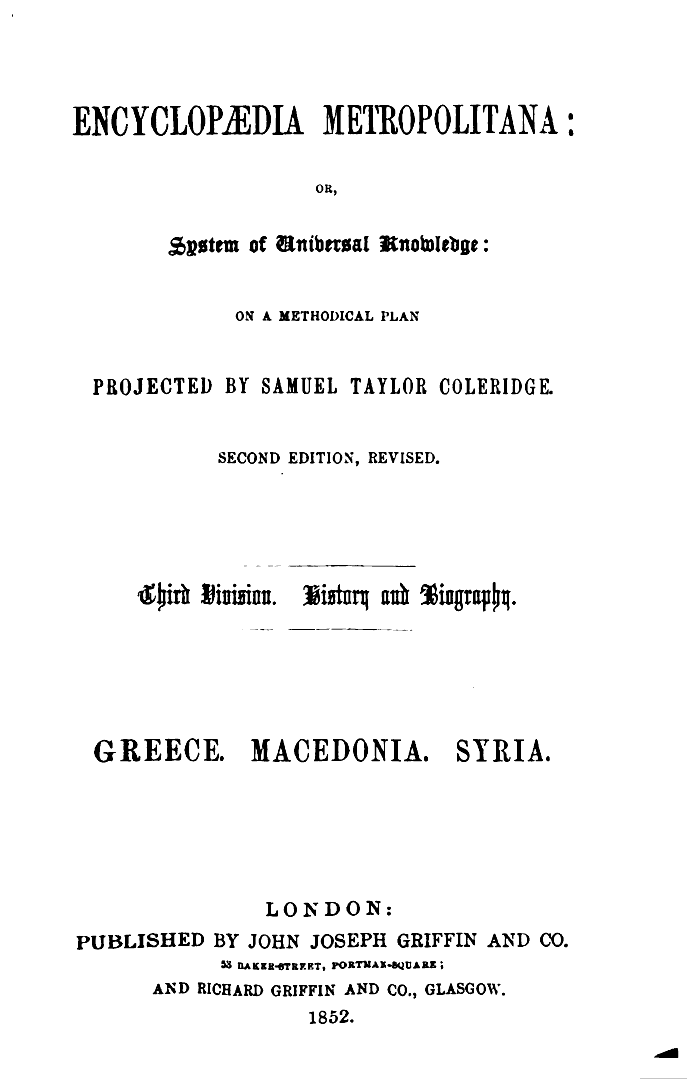
Une page de l'encyclopédie.

L’Encyclopaedia Metropolitana a été publiée à Londres, de 1817 à 1845, in-quarto, 30 vol., et a été éditée en 59 parties, comprenant en tout 22 426 pages et 565 planches. Malgré l'excellence d'un grand nombre d'articles, l'organisation de l'encyclopédie fut critiquée.

## Histoire
Elle prétendait exposer en totalité et dans un ordre naturel les sciences et les arts systématiques, selon la méthode décrite dans l'introduction par le poète, critique et philosophe Samuel Taylor Coleridge, dont l'idée fondamentale était de donner plus d'importance aux relations entre les idées, considérant le classement alphabétique comme une forme plus rudimentaire d'organisation. 
Cette méthode a été décrite par Coleridge dans sa série d'essais The Friend
« Method, therefore, becomes natural to the mind which has been accustomed to contemplate not things only, or for their own sake alone, but likewise and chiefly the relations of things, either their relations to each other, or to the observer, or to the state and appréhension of the hearers. To enumerate and analyze these relations, with the conditions under which alone they are discoverable, is to teach the science of Method. »
Ce qui peut être traduit par :	
« La Méthode paraît ainsi naturelle à l'esprit habitué à ne pas considérer les choses isolément, ou pour leur simple intérêt, mais accoutumé au contraire à réfléchir aux relations de ces choses avec d'autres éléments, ou avec l'observateur, ou encore avec l'état de compréhension des auditeurs. Dénombrer et analyser ces relations, ainsi que les conditions particulières qui les rendent décelables, c'est enseigner la science de la Méthode. »
Plus tard, des critiques ont pu dire que, comme ce projet avait été suggéré par Coleridge, il possédait au moins assez de caractère poétique pour n'être absolument pas pratique. Ils se plaignaient en particulier que les articles biographiques et géographiques étaient non seulement disjoints, mais, de plus, rangés selon des principes différents. Les noms de lieux étaient classés par ordre alphabétique, tandis que les noms de personnes l'étaient par ordre chronologique, rendant les recherches extrêmement difficiles. Néanmoins, l'excellence d'un grand nombre d'articles écrits par l'archevêque Richard Whately, Sir John Herschel, les professeurs Peter Barlow, George Peacock, Augustus De Morgan, etc. est incontestable.

## Description
Cette encyclopédie est divisée en quatre sections, seule la dernière est classée par ordre alphabétique:
- I. Sciences pures, 2 vol., 1 813 pages, 16 planches, 28 traités, comprend la grammaire, le droit et la théologie;
- II. Sciences appliquées, 6 vol., 5 391 pages, 437 planches, 42 traités, comprenant les beaux-arts, les arts pratiques, l'histoire naturelle et son application, les sciences médicales;
- III. Biographie et Histoire, 5 vol., 4 458 pages, 7 cartes, contenant 135 notices  biographiques, classées par ordre chronologique, s'achevant à Thomas d'Aquin dans le vol. 3, et entrecoupées par 210 chapitres sur l'histoire, allant jusqu'en 1815.
- IV. Divers et lexicographie, 13 vol., 10 338 pages, 105 planches, comprenant la géographie, un dictionnaire anglais et une histoire naturelle descriptive.

Les planches ont été éditées en trois volumes. Un volume d'index de 364 pages répertorie environ 9 000 articles.
Une nouvelle édition de 38 vols. in-quarto, fut annoncée en 1849. Lors d'une seconde édition, 42 vols. 8vo, 14 744 pages, appartenant aux divisions I. à III., furent publiés entre 1849 et 1858.